# Aérodrome de Douentza
L'aéroport de Douentza est une piste d'atterrissage desservant Douentza au Mali.